# Библиотека имени Виктора Платоновича Некрасова
Библиотека им. Виктора Платоновича Некрасова — библиотека в Подольском районе города Киев .

## Описание
Библиотека открылась в сентябре 1975 года. В 1997 году ей было присвоено имя писателя Виктора Платоновича Некрасова. Со времени присвоения библиотеке имени Виктора Некрасова работниками библиотеки проведена кропотливая работа по выявлению и установлению связей с друзьями и знакомыми писателя, собраны и систематизированы материалы о его жизни и творчестве, создана полная библиография изданий писателя и литературы о нём. Здесь систематически проводятся встречи с друзьями и поклонниками творчества писателя, презентации книг о Викторе Некрасове. Ведется картотека «В. Некрасов: портрет жизни». Предоставляются услуги внутрисистемного книгообмена и межбиблиотечного абонемента.
Площадь помещения библиотеки составляет 126,6 м². Библиотечный фонд включает 21240 экземпляров; библиотека ежегодно обслуживает около 3,2 тыс. посетителей.